# Aeroporto Internacional de Bagé
O Aeroporto Internacional de Bagé - Comandante Gustavo Kraemer (IATA: BGX, ICAO: SBBG) é um aeroporto brasileiro, localizado na cidade de Bagé, no estado do Rio Grande do Sul, que atualmente opera voos regulares. Possui vôos diretos para Porto Alegre operados pela Gol Linhas Aéreas.
Em 8 de fevereiro de 1952 o nome do aeroporto foi alterado em homenagem ao comandante Gustavo Kraemer.
O Aeródromo Municipal foi criado em 1932, na área que hoje é do Aeroclube de Bagé. Em 1943, foi transferido para a área atual. O primeiro terminal de passageiros foi construído em madeira de lei, próximo à cabeceira da pista 14. Assim o aeroporto foi inaugurado, em 5 de junho de 1946, e passou a ser chamado de Aeroporto de Bagé.
Em 1950, foi construído um novo terminal de passageiros de concreto, e em 1953 recebeu a denominação de Aeroporto Comandante Gustavo Kraemer, em homenagem ao Fundador da empresa SAVAG. Na década de 1960, foram construídas as pistas 05/23 de concreto, medindo 1500 x 30m, e o pátio de manobras, medindo 65 x 55m.
O atual terminal de passageiros foi inaugurado em 5 de março de 1974, com a presença do então presidente da república Emílio Garrastazu Medici. Em 27 de outubro de 1980, a Infraero assumiu a gerência do aeroporto.
Em 2001 foi habilitado a receber voos internacionais. Com isso, o Aeroporto de Bagé registrou um aumento considerável no número de operações a partir do Uruguai e da Argentina, envolvendo aeronaves que faziam sua entrada no país através de Uruguaiana ou Porto Alegre, as quais passaram a utilizar Bagé devido a sua posição geográfica, mais ao centro do estado.
fonte: Infraero
Ver a consulta original do Wikidata.